# Frottis
 (juillet 2017).
En médecine, on appelle frottis un prélèvement médical au moyen d'un écouvillon stérile, d'une petite brosse ou d'une petite spatule.

## Méthodes d'examen

### Définition
C'est l'étalement, sur une lame de verre, d'un liquide ou de cellules prélevées par grattage, pour permettre leur examen au microscope après coloration appropriée. Des frottis peuvent être obtenus après des prélèvements réalisés avec une spatule ou un écouvillon, par accès direct à une lésion ou par l'intermédiaire d'une endoscopie. Le prélèvement étalé est fixé par laque, alcool ou simple agitation à l'air selon la technique prévue pour colorer les cellules. Celui qui est le plus utilisé, depuis Papanicolaou, est le frottis vaginal ou plus exactement cervico-vaginal, obtenu après prélèvement de cellules sur le col utérin ou de celles qui se sont déposées au fond du vagin. Il permet d'observer l'aspect des cellules de la muqueuse du col.

### Frottis cytologique
Les frottis cytologiques (en anatomo-pathologie) sont effectués au moyen d'une petite spatule, d'une petite brosse  pour prélever des cellules du patient, ou par analyse d'urine. Cet examen est, en général, effectué immédiatement sur une lame porte-objet pour examen microscopique.
Pourquoi réaliser cet examen?
Cette méthode, qui est très simple, a pour but d'analyser les cellules superficielles, c’est-à-dire cutanées ou muqueuses pour dépister d'éventuelles pathologies.
Le médecin apprécie ensuite uniquement la morphologie des cellules. Ces cellules peuvent être normales, dystrophiques, voire malignes. Cet examen peut aussi préciser le stade d'imprégnation hormonal selon le type et la coloration des cellules.
Devant des lésions dystrophiques, il faut rechercher une cause telle qu'une infection locale et, éventuellement, refaire le prélèvement après traitement.
Exemples :
- Frottis de dépistage gynécologique

- Frottis bronchoscopique en cas de suspicion de carcinome des bronches

### Frottis microbiologique
- Un prélèvement d'échantillon sur écouvillon ("coton-tige") stérile aux fins d'y pratiquer des examens, le plus souvent bactériologiques ou mycologiques. Souvent, l'écouvillon est conservé dans un milieu de transport (surtout pour maintenir un certain niveau d'humidité ; l'assèchement du prélèvement risque de tuer ou d'inactiver certains micro-organismes). Les frottis les plus courants sont :
  - le frottis de gorge dans lequel, hormis l'examen direct (par exemple coloration de Gram, examen microscopique sur fond sombre), les principales bactéries recherchées sont Streptococcus pyogenes, Staphylococcus aureus l'agent de l'angine de Vincent.
  - le frottis de plaie
  - le frottis vaginal dans lequel, hormis l'examen direct, les principaux agents recherchés sont Trichomonas vaginalis, Neisseria gonorrhoeae (le gonocoque), Candida albicans et d'autres levures ou mycètes et des bactéries diverses.

### Frottis de gorge pour analyse de l'ADN
- Test de paternité
- Empreinte génétique